# Karikatti, Parasgad
Karikatti là một làng thuộc tehsil Parasgad, huyện Belgaum, bang Karnataka, Ấn Độ.